# Крутец (Кстовский район)
Крутец — деревня в Кстовском районе Нижегородской области. Входит в состав Чернышихинского сельсовета.
Деревня расположена на правобережье Волги, примерно в 58 км к югу-востоку от Нижнего Новгорода, высота над уровнем моря 176 м.
Ближайшие населенные пункты — Чернышиха в полуторах километрах северо-восточнее, Большое Лебедево в 1,7 км на север и Игумново в 3 км на восток. В деревню ведёт асфальтированная дорога.